# Amphilophus hogaboomorum
Amphilophus hogaboomorum är en fiskart som först beskrevs av Carr och Giovannoli, 1950.  Amphilophus hogaboomorum ingår i släktet Amphilophus och familjen Cichlidae. Inga underarter finns listade i Catalogue of Life.